# Expert (specialist)

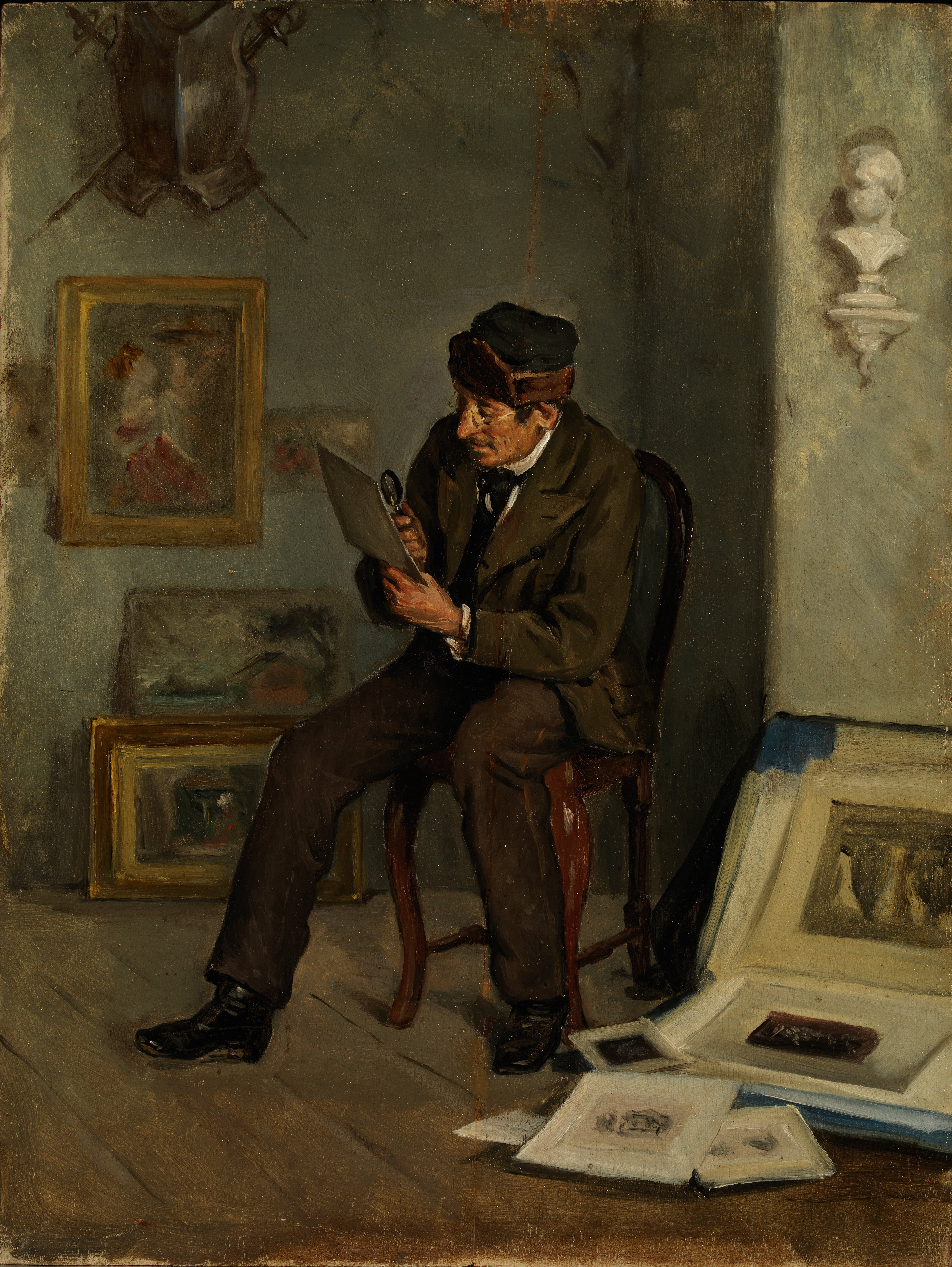
Adolf von Becker: Konstexpert

Expert är någon som är särskilt kunnig inom något område. Ett annat ord för samma sak är specialist, och även fackman syftar på samma sak. Två andra synonymer är 'sakkunnig person' och 'kännare' (jämför även konnässör).
Ordet expert finns noterat i svensk skrift sedan 1875. Det är bildat efter latinets expertus med betydelsen 'erfaren, förfaren'.
Avledningar av ordet är exempelvis expertis (en experts kunskap) och expertutlåtande (en experts besked rörande ett spörsmål).
Ordet expert kan ibland även användas med en ironisk eller negativ betydelse. Således kan man vara "expert på att göra bort sig" eller "expert på att göra det svårt för sig".